# Redmi 14C
Redmi 14C та Redmi 14C 5G — смартфони початкового рівня від Redmi. Були представлені 30 серпня 2024 року та 6 січня 2025 року відповідно. Основними відмінностями між моделями є процесор та тип пам'яті.
В деяких країнах поряд із Redmi 14C доступні також моделі POCO C75 та Redmi A3 Pro, які є тим же Redmi 14C з іншим оформленням задньої панелі. В Китаї Redmi 14C 5G доступний під назвою Redmi 14R з основною різницею в спрощених камерах. Також Redmi 14C в Китаї має те ж саме оформлення що й POCO C75 та ті ж камери що й Redmi 14R.
16 жовтня 2024 року для ринку Індії був представлений Redmi A4 5G, що відрізняється від Redmi 14C 5G спрощеними процесором та передньою камерою. Також смартфон був представлений 17 грудня 2024 року під брендом POCO як POCO C75 5G з іншим оформленням.

## Дизайн

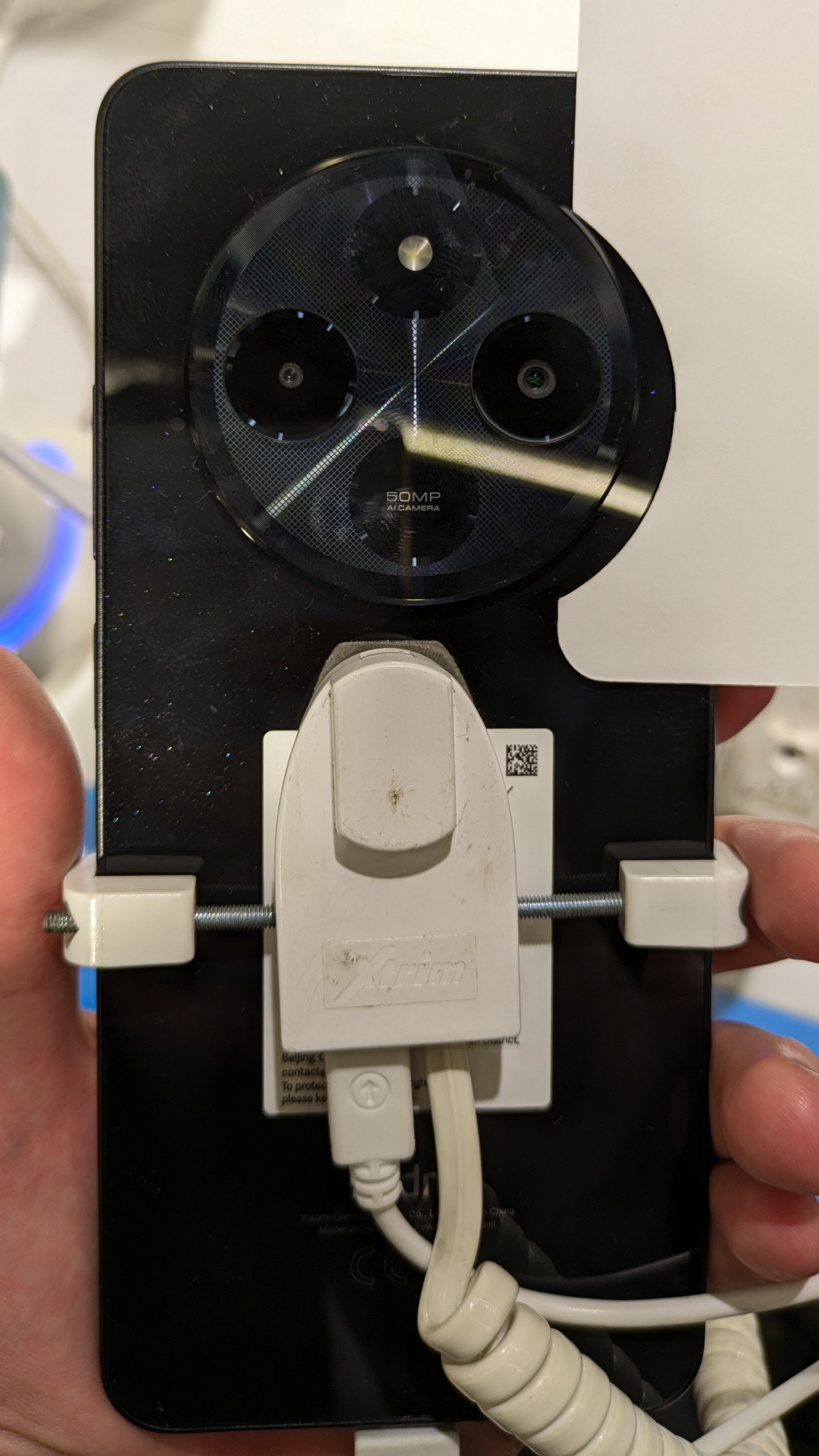
Задня панель Redmi 14C в кольорі Midnight Black

Передня панель виконана зі скла Corning Gorilla Glass 3. Задня панель в глобального Redmi 14C та Redmi 14R залежно від кольору виконана зі скла, пластику (Starlight Blue/Deep Sea Blue) або екошкіри (Sage Green/Olive Green), в Redmi 14C 5G — зі скла або пластику (Starlight Blue), в Redmi A4 5G — зі скла, а в китайської моделі Redmi 14C, A3 Pro та моделей POCO — з пластику.
Смартфони, подібно до Redmi A3, мають великий круглий острівець камери. У всіх моделей окрім Redmi A3 Pro блок камери виконаний під колір задньої панелі і має 4 круги для двох об'єктивів камери, LED-спалаху та напису, натомість в Redmi A3 Pro блок камери має чорний колір в обох його кольорових варіантах і тільки 2 круги, в яких розміщені об'єктиви камери. 
Знизу розміщені мікрофон, роз'єм USB-C та динамік, зверху — 3.5 мм аудіороз'єм, зліва — лоток зі слотами під 2 SIM-картки і карту пам'яті формату microSD до 1 ТБ, а справа — гойдалка регулювання гучності та кнопка блокування, в яку вбудований сканер відбитків пальців.
Глобальна версія Redmi 14C доступна в 4 кольорах: Midnight Black (чорний), Sage Green (зелений із шкіряною панеллю), Dreamy Purple (фіолетовий) та Starry Blue (сріблясто-синій).
Redmi 14C 5G доступний в 3 кольорах: Stargaze Black (чорний), Stardust Purple (фіолетовий з хвилястим відблиском) та Starlight Blue (сріблясто-синій).
Redmi 14R доступний в 4 кольорах: Shadow Black (чорний), Olive Green (зелений із шкіряною панеллю), Lavender (фіолетовий з хвилястим відблиском) та Deep Sea Blue (сріблясто-синій).
Redmi A3 Pro доступний в чорному та синьому кольорах.
Redmi A4 5G доступний в кольорах Starry Black (чорний) та Sparkle Purple (фіолетовий).
POCO C75 доступний в 3 кольорах: чорний, золотий та зелений. Китайська версія Redmi 14C має ті ж кольори тільки під назвами Star Rock Gray, Glacier Silver та зелений відповідном.
POCO C75 доступний в 3 кольорах: Aqua Bliss (блакитний), Silver Stardust (золотий) та Enchanted Green (зелений).
POCO M7 5G доступний в 3 кольорах: Satin Black (чорний), Ocean Blue (синій) та Mint Green (зелений.

## Технічні характеристики

### Платформа
Redmi 14C, A3 Pro та POCO C75 отримали систему на кристалі MediaTek Helio G81 Ultra, що є тим же Helio G85, але з підтримкою частоти оновлення дисплея до 120 Гц. В свою чергу Redmi 14C 5G, Redmi 14R та POCO M7 5G отримали Qualcomm Snapdragon 4 Gen 2, що до цього використовувався в Redmi 12 5G, 12R та POCO M6 Pro 5G, а Redmi A4 5G та POCO C75 5G — Snapdragon 4s Gen 2, що є спрощеною версією Snapdragon 4 Gen 2 із меншою тактовою частотою ядер і простішим графічним процесором Adreno 611 порівняно з Adreno 613.

### Батарея
Батарея моделей отримала об'єм 5160 мА·год. Також присутня підтримка швидкої зарядки потужністю 18 Вт.

### Камера
Китайська модель Redmi 14C та Redmi 14R отримали основний ширококутний об'єктив на 13 Мп з фазовим автофокусом, натомість у всіх інших моделей він має роздільну здатність 50 Мп, діафрагму f/1.8 та фазовий автофокус. Також до набору тилових камер входить допоміжний об'єктив з роздільною здатністю QVGA і діафрагмою f/3.0, який використовується для режиму боке.
Крім цього, Redmi 14C, A3 Pro та POCO C75 отримали передню ширококутну камеру на 13 Мп з діафрагмою f/2.2, Redmi 14C 5G та POCO M7 5G — на 8 Мп з діафрагмою f/2.0, а китайська модель Redmi 14C, 14R, A4 5G та POCO C75 5G — на 5 Мп з діафрагмою f/2.2.
Основна та фронтальна камери всіх моделей вміють записувати в роздільній здатності 1080p@30fps

### Екран
Екран IPS LCD, 6,88", HD+ (1640 × 720) зі співвідношенням сторін 20,5:9, щільністю пікселів 260 ppi, частотою оновлення 120 Гц та краплеподібним вирізом під фронтальну камеру.

### Пам'ять
Смартфони доступні в наступних конфігураціях:
| Конфігурація | Конфігурація | Модель    | Модель       | Модель    | Модель       | Модель      | Модель   | Модель      | Модель     |
| ППЗ          | ОЗП          | Redmi 14C | Redmi 14C 5G | Redmi 14R | Redmi A3 Pro | Redmi A4 5G | POCO C75 | POCO C75 5G | POCO M7 5G |
| ------------ | ------------ | --------- | ------------ | --------- | ------------ | ----------- | -------- | ----------- | ---------- |
| 64 ГБ        | 4 ГБ         | Так       | Так          | Ні        | Ні           | Так         | Ні       | Так         | Ні         |
| 128 ГБ       | 4 ГБ         | Так       | Так          | Так       | Так          | Так         | Ні       | Ні          | Ні         |
| 128 ГБ       | 6 ГБ         | Так       | Так          | Так       | Ні           | Ні          | Так      | Ні          | Так        |
| 128 ГБ       | 8 ГБ         | Так       | Ні           | Так       | Ні           | Ні          | Ні       | Ні          | Так        |
| 256 ГБ       | 4 ГБ         | Так       | Ні           | Ні        | Ні           | Ні          | Ні       | Ні          | Ні         |
| 256 ГБ       | 8 ГБ         | Так       | Ні           | Так       | Ні           | Ні          | Ні       | Ні          | Ні         |

Redmi 14C, A3 Pro та POCO C75 мають пам'ять постійного зберігання типу eMMC 5.1, а всі інші моделі — типу UFS 2.2.

### Програмне забезпечення
Смартфони були випущені із Xiaomi HyperOS на базі Android 14 і пізніше були оновлені до Xiaomi HyperOS 2 на базі Android 15.